# Rachel Wyse
Rachel Wyse (* 1984 oder 1985 in Kildare) ist eine irische Sportmoderatorin, Springreiterin und ein ehemaliges Model.
Nach ihrer Modelkarriere wechselte Wyse zum Fernsehen. Sie war das Gesicht des Rugby-Online-Fernsehkanal Leinster Rugby TV.
Danach wurde Wyse Co-Moderatorin von Irlands bekanntester Motorshow Xccelerate. Seit Juli 2010 arbeitet sie für die Sky Sports News.
Als Mitglied in zwei European Showjumping Championships Teams ritt Wyse bereits für Irland.
2004 war sie kurzzeitig mit dem irischen Springreiter Cian O’Connor liiert. Seit Februar 2018 ist Wyse mit dem britischen Springreiter Tim Gredley verlobt.